# Анархо-індивідуалісти

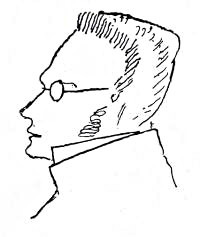
Макс Штірнер, шарж Фрідріха Енгельса

Анархо-індивідуалісти — учасники анархістського руху, які найбільш послідовно пропагували теорію абсолютної свободи особистості.
Анархо-індивідуалізм зародився в Російській імперії у середині XIX століття. Філософською основою його було вчення німецького філософа Макса Штірнера, яке розвивали анархісти С. Боровой, Віконт та Чорний. Вони бачили кінцеву мету своєї боротьби в ліквідації держави й заміні її анархістською комуною, де панує абсолютна свобода особистості.
Анархо-індивідуалісти допускали наявність у комуні приватної власності, оскільки, на їхню думку, абсолютну свободу людина може мати лише тоді, коли володіє певними матеріальними благами. Групи анархо-індивідуалістів були малочисельними й не заявили про себе реальними діями, за винятком здійснення перекладів праць Штірнера, Туккера, Макея. В Україні до анархо-індивідуалістів належали деякі літератори, юристи, а також студенти й гімназисти. Діяли вони переважно у Києві та Катеринославі. У роки революції 1905—1907 до анархо-індивідуалістів приєдналися декласовані елементи, які займалися експропріаціями та тероризмом. До 1908 нечисленні організації анархо-індивідуалістів були розгромлені поліцією.